# Весёлое (Марковский район)
Весёлое (укр. Веселе) — село в Марковском районе Луганской области Украины. Входит в Кабычевский сельский совет.
Население по переписи 2001 года составляло 395 человек. Почтовый индекс — 92423. Телефонный код — 6464. Занимает площадь 1,454 км². Код КОАТУУ — 4422583302.

## Местный совет
92422, Луганська обл., Марківський р-н, с. Кабичівка, пр. Поштовий, 1  (укр.)